# Краснослободская крепость
Краснослободская крепость — несохранившаяся деревянная крепость Краснослободска, располагавшаяся на левом берегу Мокши.

## История
Время основания Краснослободска неизвестно. Впервые он упоминается под именем Красная Слобода в Книге Большому Чертежу (1627 год). Поселение являлось собственностью царской семьи и находилось в ведении Приказа Большого дворца, обеспечивая работу придворных служб. Здесь помещались царские конюшни, царский воловенный двор, хлебный двор, сенной двор.
Для охраны «государевых вотчин» в Красной Слободе не позднее 1626 года срубили деревянную крепость. Возведение крепости позволило России взять под контроль ситуацию по долине реки Мокши на северо-запад до Темникова, север — до приалатырских лесов и юг — до Троицка. Среднее Примокшанье стало более защищённым от крымско-ногайских набегов.
В плане крепость представляла прямоугольник с небольшим изломом со стороны Мокши. Одной стороной кремль примыкал к крутому речному берегу, а с других сторон был обведён валом и рвом. На валу стояла рубленая стена из дубовых городен протяжённостью 665 м с восемью башнями, из которых четыре были угловыми. Все башни были четырёхугольными, кроме единственной проездной, рубленой в шесть углов. Их высота составляла от 5,86 до 7 м. У проездных ворот находилась высокая колокольница. Внутри крепости помещались деревянный Троицкий собор, воеводский двор, приказная изба, тюрьма, пороховой погреб, соляные амбары и другие постройки. В 1670-х годах в Красной Слободе насчитывалось боле 700 дворов.
Вокруг крепости располагался посад с рынком и слободы служилых людей и жильцов. Посад с рынком находились, по мнению местного краеведа Н. Н. Костина, на месте нынешних Печур. Самой большой из слобод по количеству населения была Дворцовая Слобода. В ней жили, в основном, дворцовые крестьяне, занимавшиеся хлебопашеством. Эти данные приводит и И. Беляев «…впрочем, большинством поселенцев были должно быть, дворцовые крестьяне и самая крепость имела значения убежища в случае какой-либо опасности». В двух других слободах — Казачьей и Пушкарской проживали служивые люди по прибору — конные казаки, пушкари и солдаты выборного полку. Была ещё одна слобода — Панская. В ней жили поляки, обслуживавшие царские конюшни и скотные дворы. Положение служивших людей было ужасным, и они часто уходили в крепостные к помещикам, лишь бы освободиться от постылой службы государству. Кроме повинностей жизнь была задавлена государственными приказами и угрозами суровых наказаний. Так было объявлено чрез «бирючей» чтобы «…в заповедный лес, ни для каких дел не ездили, лесу не секли, лык не драли, веников не ломали, тропинок не прокладывали». Вёлся строжайший учёт всех новоприбывших, и строго следили, чтобы «приезжие никакие люди безъявочно не жили». Все приезжие обязаны были немедленно явиться в приказ воеводы, где их расспрашивали «…кто именем и какие люди и откуда и для чего прибыли».
Во время восстания Разина (1670—1671) Красная Слобода, в отличие от многих окрестных городов, не присоединилась к восстанию, а жители «сели в осаду». Краснослободцы отбили все приступы осаждавшего город повстанческого отряда из Саранска, дождавшись подхода царских войск во главе с князем Юрием Долгоруковым. В 1679 году крепость была повреждена крупным пожаром.
С построением Симбирской сторожевой черты (Симбирск — Ломов), возведением крепостей Атемар, Саранск, Инсар, Ломов и др., со сдвигом границы к юго — востоку на 100 и более километров, Красная Слобода как крепость начала терять своё значение. Служивых людей стали переводить во вновь построенные города и крепости. Так, в 1666 году во вновь построенную крепость Пензу из Красной Слободы присланы… на вечное житие в переведенцы белопоместные казаки и поверстаны в конные казаки(прислано 21 человек, при них 40 чел. родственников). Мордовский край постепенно превращался во внутреннюю область Российского государства начал привыкать к мирной жизни. Краснослободская крепость пришла в упадок. Но, слобода продолжала расти, становясь одним из центров торговли в районах расселения мордвы. 
Во время восстания Пугачёва (1773—1775) повстанческое войско вступило в Краснослободск, убив коменданта Ивана Селунского. В ходе боёв с наступающими царскими отрядами Краснослободская крепость сгорела. Земляные укрепления сохранялись ещё в XIX веке. Остаток крепостного рва в виде пруда сохранился в Краснослободске до сих пор.